# Ԗ
Ԗ, ԗ (w Unikodzie nazywana rha) – ligatura rozszerzonej cyrylicy, wykorzystywana w alfabecie moksza do 1927 r. Używana była do oznaczania dźwięku [r̥]. We współczesnym alfabecie moksza jej odpowiednikiem jest dwuznak рх.

## Kodowanie
| Znak                   | Ԗ                           | Ԗ                           | ԗ                         | ԗ                         |
| ---------------------- | --------------------------- | --------------------------- | ------------------------- | ------------------------- |
| Nazwa w Unikodzie      | Cyrillic Capital Letter Rha | Cyrillic Capital Letter Rha | Cyrillic Small Letter Rha | Cyrillic Small Letter Rha |
| Kodowanie              | dziesiątkowo                | szesnastkowo                | dziesiątkowo              | szesnastkowo              |
| Unicode                | 1302                        | U+0516                      | 1303                      | U+0517                    |
| UTF-8                  | 212 150                     | d4 96                       | 212 151                   | d4 97                     |
| Odwołania znakowe SGML | &#1302;                     | &#x0516;                    | &#1303;                   | &#x0517;                  |